# Boophis tephraeomystax
Boophis tephraeomystax és una espècie de granota de la família dels mantèl·lids endèmica de Madagascar.